# Christa Williams
Christa Williams, nome artístico de Christa Bojarzin (Tréveris, 5 de fevereiro de 1926 - Munique, 28 ou 29 de julho de 2012) foi uma cantora pop alemã. Foi muito popular entre a década de 1950 e 1930.

## Vida musical
Passou sua infância na então Königsberg, atual Kaliningrado, na Prússia Oriental. Por meio do caos da guerra, a família chegou a Munique em 1942. O seu objetivo primeiro foi cantar ópera. Ela estudou no Conservatório de Munique e depois na Hochschule für Musik, em Munique, vocal e harpa, apesar de agora pertencia a seu amor pelo jazz. Seu vocal era grande modelo Ella Fitzgerald. Christa Williams cantou na Bayerische Rundfunk antes e imediatamente conseguiu um contrato com a gravadora Decca Records. Seus dois primeiros singles, "Oh, diese Männer" (1957) e Blacky Serenade (1957) não foram muito bem sucedidos. Em 1958 ela teve com Jo Roland e a canção Céu Azul Serenade (de volta:Oh, das wäre schön), seu primeiro hit. Juntamente com Gitta Lind em 1959, ela teve uma grande (provavelmente o maior deles) sucesso com "My Happiness" ("Immer will ich treu dir sein").

### Festival Eurovisão da Canção
Williams foi escolhida para representar a Suíça no Festival Eurovisão da Canção 1959 com a canção  "Irgendwoher" ("De algures"/ "De algum lugar"). A canção terminou em quarto lugar, entre 11 participantes, tendo conquistado um total de 14 pontos.
Até o início dos anos 1960 foi o artista, da gravadora/editora Ariola, mudou-se com sucesso para o show business.

### Discografia
- "Oh, diese Ferien" (Decca)
- "Pilou – Pilou"(Decca)
- "Mach dir keine Sorgen Charly" (Decca)
- "Was die Männer lieben" (Decca)
- "Onkel Tom" (Decca)
- "So wie beim allerersten Mal" (Ariola)

## Cinema
Christa Williams também apareceu em vários filmes: "Alle Tage ist kein Sonntag" (1959), "Bobby Dodd greift ein und Pension Schöller" (1960).No último filme, ela cantou a canção "Sag nicht ja". Seus parceiros no cinema Karin Baal, Marika Rokk, Ann Smyrna, Theo Lingen, e Walter Giller.
Em 1962 casou-se com o artista Albrecht Huwig, pianista, a quem ela conhecia desde seus dias de estudante. Em 1968 Christa Williams afastou-se do show business e fundou com o marido em uma escola de música em Munique.